# Palimpsest of the Africa Museum (film)
Palimpsest of the Africa Museum is een documentairefilm uit 2019 geregisseerd door Matthias De Groof, die het evacuatie- en renovatieproces van het Koninklijk Museum voor Midden-Afrika (RMCA) belicht.  

## Plot
In 2013 sloot het Koninklijk Museum voor Midden-Afrika de deuren voor renovatie. Naast fysieke verbeteringen aan het gebouw en de museumkasten, beoogde de renovatie de geest van het museum in lijn te brengen met hedendaagse waarden. Binnen COMRAF, een adviesraad, leidde het proces van dekolonisatie tot intense debatten.
Terwijl het standbeeld van Leopold II werd ontmanteld, bleef zijn geest rondwaren door de gangen en zalen van het museum. De renovatie bood een kans om het bestaan en de missie van het Museum voor Midden-Afrika opnieuw te definiëren in een moderne context. Traditionele artefacten, opgezette dieren en stoffige objecten maakten plaats voor een meer allesomvattende, moderne kijk op Afrika.
Het museum deed een beroep op de expertise van professionals en ging in dialoog met vertegenwoordigers van Afrikaanse organisaties verenigd onder de structuur van COMRAF. Het tentoonstellen van mineralen uit de Congolese bodem vereiste nu meer dan alleen een wetenschappelijke uitleg; het dwong tot reflectie op de gruwelijke omstandigheden waaronder deze hulpbronnen werden ontgonnen en hun ontwrichtende gevolgen voor de Congolese samenleving.

## Productie
Palimpsest of the Africa Museum is een Belgische film geproduceerd door twee productiemaatschappijen, Cobra-Films en Atelier Graphoui. De financiering van de film kwam van het Vlaams Audiovisueel Fonds. De productie werd afgerond op 15 mei 2019.

## Prijzen
De film werd bekroond met een Zilveren FILAF op het Festival international du livre d'art et du film.

## Trivia
De voice-over van de film werd ingesproken door de Congolese schrijver Jean Bofane.